# Casa David Whitney
La casa David Whitney es una mansión histórica ubicada en 4421 Woodward Avenue en Midtown Detroit, Míchigan. El edificio fue construido durante la década de 1890 como residencia privada. Fue restaurado en 1986 y ahora es un restaurante. El edificio fue incluido en el Registro Nacional de Lugares Históricos en 1972.

## Historia y construcción

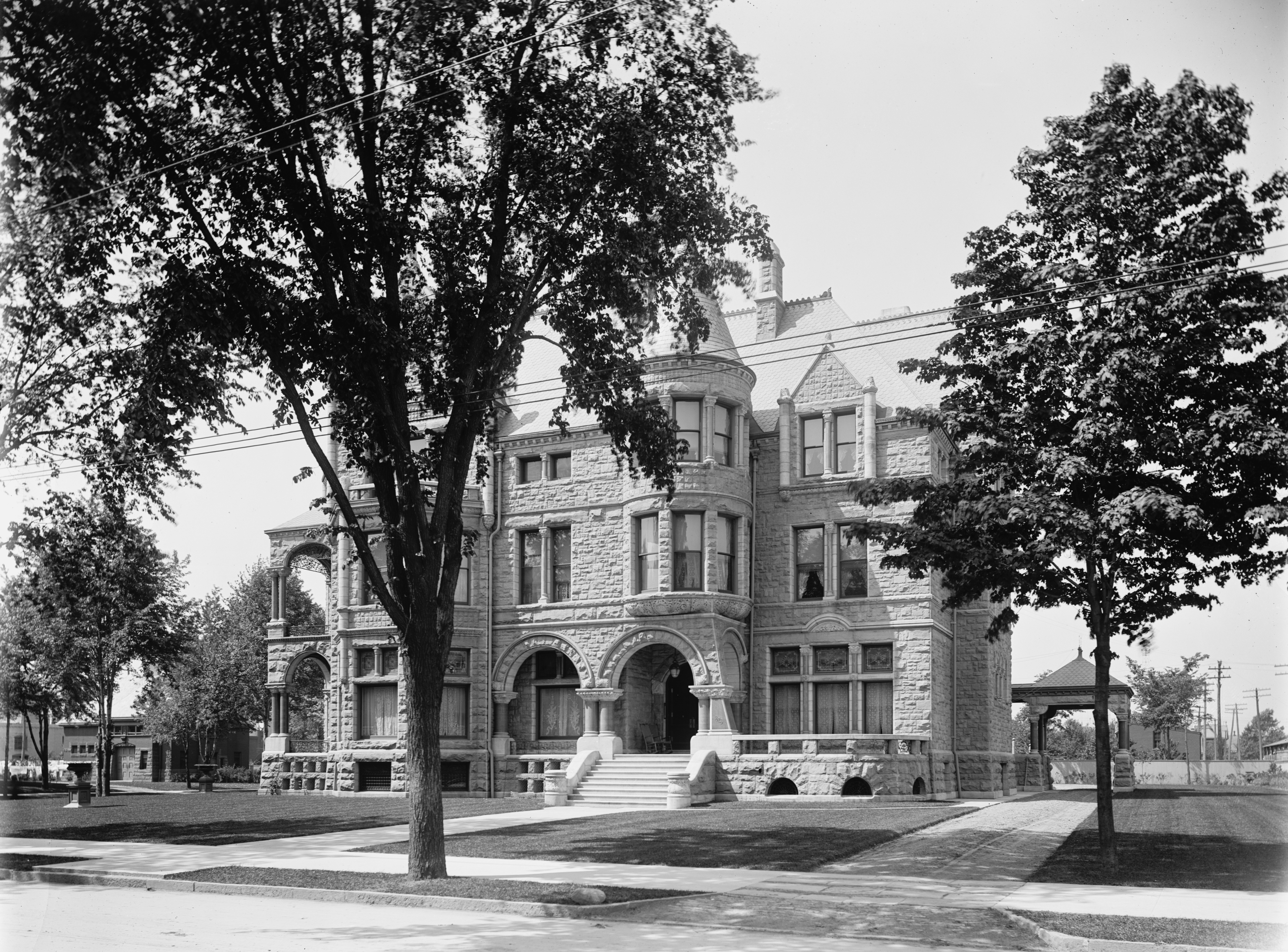
La Casa Whitney hacia 1905

La casa de estilo neorrománico fue construida entre 1890 y 1894 por un prominente magnate de la madera, David Whitney Jr., quien era considerado no solo una de las personalidades más ricas de Detroit, sino también uno de los ciudadanos más ricos de Míchigan. Se estima que la casa costó 400.000 dólares (equivalentes a 11.820.000 dólares en la actualidad), y apareció en varios periódicos de la época. Fue diseñada por el arquitecto británico Gordon W. Lloyd.
El exterior está construido con jaspe rosa de Dakota del Sur. Mide 2.000 m² y tiene 52 habitaciones (incluidos 10 baños), 218 ventanas, 20 chimeneas, una bóveda secreta en el comedor, un ascensor y numerosas ventanas de vidrio Tiffany.
Se ha estimado que las ventanas de vidrio de Tiffany valen más que la casa en sí. Estas tienen temas vinculados con el de las su habitaciones. Por ejemplo, las de la sala de música están inspiradas en elementos musicales, así como imágenes de Santa Cecilia, la patrona de la música. 
En la gran escalera hay una enorme vidriera que representa a un caballero, rindiendo homenaje a los diversos miembros de la familia Whitney que fueron nombrados caballeros, así como a su relación con la línea de sangre real en Inglaterra. La casa fue la primera residencia privada de Detroit con ascensor.

## David Whitney Jr.

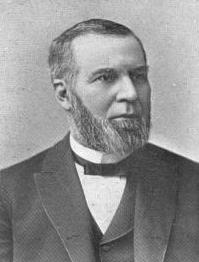
David Whitney Jr., c. 1891

David Whitney Jr. nació en 1830 en Watertown, Massachusetts. Whitney ganó millones en Massachusetts como magnate de la madera. Se mudó a Detroit desde Lowell (donde se había establecido como barón de la madera) en 1857, a la temprana edad de veintisiete años. Comenzó una empresa conjunta con su hermano Charles y continuó expandiendo su exitoso negocio de madera en Ohio, Indiana y Pensilvania.
Al llegar a Detroit, se rodeó de las familias más ricas y respetables de la comunidad. Whitney pronto se ganó el apodo de "Mr. Woodward Avenue", debido a su gran interés en los bienes raíces en el área de Detroit.
Whitney siempre estuvo fascinado por el Detroit Athletic Club (DAC). Desde el establecimiento del DAC en 1887, ha sido venerado como "uno de los mejores clubes privados del país, una organización de élite profundamente comprometida con la defensa de las tradiciones y la elegancia de su glorioso pasado". Parte de los terrenos del DAC ahora está en posesión de la Universidad Estatal de Wayne. Entre los miembros de élite del DAC original estaban Whitney y su hijo David C. Whitney. Esto influyó en su elección de la ubicación de la Casa Whitney, ya que daba a los terrenos del DAC. La mansión Whitney fue construida entre 1890 y 1894 y se estima que costó aproximadamente 400 000 dólares. Tras la muerte de Whitney en 1900, su familia vivió en la mansión hasta 1920. Se convirtió en un restaurante de lujo en 1986.

## Lectura adiconal
- Hill, Eric J. and John Gallagher (2002). AIA Detroit: The American Institute of Architects Guide to Detroit Architecture. Wayne State University Press. ISBN 0-8143-3120-3.